# Aurelio González
‎Aurelio González, paragvajski nogometaš in trener, * 25. september 1905, Luque, Paragvaj, † 9. julij 1997. 
González velja za enega najboljših paragvajskih nogometašev, katerega je presegel le Arsenio Erico.
V svoji karieri je igral za Sportivo Luqueño in Olimpio Asunción. Za paragvajsko nogometno reprezentanco je igral na svetovnem prvenstvu v nogometu leta 1930. 
Pozneje je postal trener Olimpie iz Asuncióna, s katero je osvojil več prvenstev. Leta 1958 je bil selektor državne reprezentance na svetovnem prvenstvu v nogometu leta 1958. 